# Лёгкая атлетика на летних Олимпийских играх 1924
Соревнования по лёгкой атлетике на летних Олимпийских играх 1924 года проходили с 6 по 13 июля на стадионе «Ив дю Мануар» В соревнованиях принимали участие только мужчины, 659 человек из 40 стран мира.
Событиям вокруг забегов на 100, 200 и 400 метров посвящён фильм «Огненные колесницы», который был удостоен премии «Оскар» за лучший фильм в 1982 году.

## Результаты
| Вид                          | Золото                                                                                               | Серебро | Бронза                                                                                              |
| ---------------------------- | --- | --- | --------------------------------------------------------------------------------------------------- |
| 100 метров детали            | Харольд Абрахамс · Великобритания                                                                    | Джексон Шольц · США                                                                                                   | Артур Порритт · Новая Зеландия                                                                      |
| 200 метров детали            | Джексон Шольц · США                                                                                  | Чарльз Паддок · США                                                                                                   | Эрик Лидделл · Великобритания                                                                       |
| 400 метров детали            | Эрик Лидделл · Великобритания                                                                        | Горацио Фитч · США | Гай Батлер · Великобритания                                                                         |
| 800 метров детали            | Дуглас Лоу Великобритания                                                                            | Поль Мартен Швейцария                                                                                                 | Скайлер Энк США                                                                                     |
| 1500 метров детали           | Пааво Нурми · Финляндия                                                                              | Вильгельм Шерер · Швейцария                                                                                           | Генри Стэллард · Великобритания                                                                     |
| 3000 метров (команда) детали | Пааво Нурми · Вилле Ритола · Элиас Кац · Фрей Ливендаль · Самели Тала · Эйно Сеппяля · Финляндия     | Бертрам Макдональд · Герберт Джонстон · Джордж Уэббер · Уолтер Портер · Артур Кларк · Уильям Сигроув · Великобритания | Эдвард Кирби · Билл Кокс · Уиллард Тиббеттс · Лео Ларриви · Джои Рэй · Джеймс Джозеф Коннолли · США |
| 5000 метров детали           | Пааво Нурми · Финляндия                                                                              | Вилле Ритола · Финляндия                                                                                              | Эдвин Виде · Швеция                                                                                 |
| 10 000 метров детали         | Вилле Ритола · Финляндия                                                                             | Эдвин Виде · Швеция                                                                                                   | Ээро Берг · Финляндия                                                                               |
| 110 метров с/б детали        | Даниэль Кинси · США                                                                                  | Сидней Аткинсон · ЮАР                                                                                                 | Стен Петтерсон · Швеция                                                                             |
| 400 метров с/б детали        | Морган Тейлор · США                                                                                  | Эрик Вилен · Финляндия                                                                                                | Айвен Райли · США                                                                                   |
| 3000 метров с/п детали       | Вилле Ритола · Финляндия                                                                             | Элиас Кац · Финляндия                                                                                                 | Поль Бонтемп · Франция                                                                              |
| Индивидуальный кросс детали  | Пааво Нурми · Финляндия                                                                              | Вилле Ритола · Финляндия                                                                                              | Эрл Джонсон · США                                                                                   |
| Командный кросс детали       | Пааво Нурми · Вилле Ритола · Хейкки Лийматайнен · Эйно Растас · Вяйнё Сипиля · Ээро Берг · Финляндия | Эрл Джонсон · Артур Студенрот · Аугуст Фагер · Джеймс Хениган · Джон Грей · Верн Бут · США                            | Анри Лово · Гастон Юэ · Морис Норланд · Люсьен Дольк · Андре Лосег · Роберт Маршаль · Франция       |
| 4x100 метров детали          | Лорен Мерчисон · Луис Кларк · Фрэнк Хасси · Альфред Ликони · США                                     | Гарольд Абрахамс · Уолтер Рейнджели · Уилфред Николь · Ланселот Ройл · Великобритания                                 | Ян де Врис · Якоб Бот · Харри Брос · Маринюс ван де Берге · Нидерланды                              |
| 4x400 метров детали          | Коммодор Кохрен · Ален Хелффрич · Оливер Макдональд · Уильям Стивенсон · США                         | Артур Свенссон · Эрик Бюлен · Густаф Вейнарт · Нильс Энгдаль · Швеция                                                 | Эдвард Томс · Джордж Ренвик · Ричард Рипли · Гай Батлер · Великобритания                            |
| Марафон детали               | Албин Стенроос · Финляндия                                                                           | Ромео Бертини · Италия                                                                                                | Кларенс Демар · США                                                                                 |
| Ходьба 10 км детали          | Уго Фригерио · Италия                                                                                | Гордон Гудвин · Великобритания                                                                                        | Сесил Макмастер · ЮАР                                                                               |
| Прыжок в высоту детали       | Харольд Осборн · США                                                                                 | Лерой Браун · США | Пьер Левден · Франция                                                                               |
| Прыжок с шестом детали       | Ли Барнс · США                                                                                       | Глен Грэм · США | Джеймс Брукер · США                                                                                 |
| Прыжок в длину детали        | Дехарт Хаббард · США                                                                                 | Эдвард Гурдин · США                                                                                                   | Сверре Хансен · Норвегия                                                                            |
| Тройной прыжок детали        | Ник Уинтер · Австралия                                                                               | Луис Брунетто · Аргентина                                                                                             | Вильхо Туулос · Финляндия                                                                           |
| Толкание ядра детали         | Бад Хаузер · США                                                                                     | Глен Хартранфт · США                                                                                                  | Ральф Хиллс · США                                                                                   |
| Метание копья детали         | Йоонас Мюуря · Финляндия                                                                             | Гуннар Линдстрём · Швеция                                                                                             | Юджин Оберст · США                                                                                  |
| Метание диска детали         | Бад Хаузер · США                                                                                     | Вильхо Нийттюмаа · Финляндия                                                                                          | Том Либ · США                                                                                       |
| Метание молота детали        | Фред Тутелл · США                                                                                    | Мэтт Макграт · США | Малкольм Нокс · Великобритания                                                                      |
| Пятиборье детали             | Ээро Лехтонен · Финляндия                                                                            | Элемер Сомфаи · Венгрия                                                                                               | Роберт Легендр · США                                                                                |
| Десятиборье детали           | Харольд Осборн · США                                                                                 | Эмерсон Нортон · США                                                                                                  | Александр Клумберг · Эстония                                                                        |

## Медальный зачёт
| Место | Страна         | Золото | Серебро | Бронза | Всего |
| ----- | -------------- | ------ | ------- | ------ | ----- |
| 1     | США            | 12     | 10      | 10     | 32    |
| 2     | Финляндия      | 10     | 5       | 2      | 17    |
| 3     | Великобритания | 3      | 3       | 5      | 11    |
| 4     | Италия         | 1      | 1       | 0      | 2     |
| 5     | Австралия      | 1      | 0       | 0      | 1     |
| 6     | Швеция         | 0      | 3       | 2      | 5     |
| 7     | Швейцария      | 0      | 2       | 0      | 2     |
| 8     | ЮАР            | 0      | 1       | 1      | 2     |
| 9     | Аргентина      | 0      | 1       | 0      | 1     |
| 9     | Венгрия        | 0      | 1       | 0      | 1     |
| 11    | Франция        | 0      | 0       | 3      | 3     |
| 12    | Эстония        | 0      | 0       | 1      | 1     |
| 12    | Нидерланды     | 0      | 0       | 1      | 1     |
| 12    | Новая Зеландия | 0      | 0       | 1      | 1     |
| 12    | Норвегия       | 0      | 0       | 1      | 1     |